# Bùi Quang Vinh
Bùi Quang Vinh (sinh năm 1953) là một chính khách Việt Nam. Ông nguyên là Ủy viên Ban Chấp hành Trung ương Đảng Cộng sản Việt Nam khóa X, XI, Bộ trưởng Bộ Kế hoạch và Đầu tư Việt Nam (2011-2016),Đại biểu Quốc hội Việt Nam khóa XIII tỉnh Lai Châu. Trong vai trò Bộ trưởng Kế hoạch Đầu tư, ông Bùi Quang Vinh được cho là người giám sát và tham gia soạn thảo đề án đặc khu hành chính - kinh tế Vân Đồn, Bắc Vân Phong, Phú Quốc.

## Tiểu sử
Ông sinh ngày 8 tháng 8 năm 1953. Quê quán: Hà Nội.
- 1970 - 1975: Sinh viên Khoa Trồng trọt của Trường Đại học Nông nghiệp 3 nay là Đại học Nông Lâm Thái Nguyên.
- tháng 6 1976 - tháng 11 1986: Công tác tại Nông trường quốc doanh Phong Hải (tỉnh Hoàng Liên Sơn) và lần lượt giữ các chức vụ: Đội trưởng Sản xuất, Trưởng phòng Kỹ thuật, Trưởng phòng Kế hoạch, Phó Giám đốc, Giám đốc Nông trường quốc doanh Phong Hải của tỉnh.
- Từ  tháng 8 1982 - tháng 6 1984: Học tại Học viện Quản lý kinh tế nông nghiệp cao cấp Mátxcơva (Liên Xô).
- Từ tháng 11 năm 1986 - tháng9 năm 1991: Tỉnh ủy viên, Phó Chủ nhiệm Thường trực Ủy ban Kế hoạch Nhà nước tỉnh Hoàng Liên Sơn.
- Từ tháng 9 1988- tháng 6 năm 1990 học tại Học viện Nguyễn Ái Quốc (Hà Nội).
- Tháng 10 1991 - tháng 10 1993: Ủy viên Ban Thường vụ Tỉnh ủy, Chủ nhiệm Ủy ban Kế hoạch Nhà nước tỉnh Lào Cai.
- 11 tháng 1993 - 11 tháng 1995: Ủy viên Ban Thường vụ Tỉnh ủy, Bí thư Huyện ủy, Chủ tịch HĐND huyện Bảo Thắng, tỉnh Lào Cai.
- 12 tháng 1995 - 11 tháng 1999: Ủy viên Ban Thường vụ Tỉnh ủy, Chủ nhiệm Ủy ban Kiểm tra Tỉnh uỷ Lào Cai.
- 12 tháng 1999 - 12 tháng 2000: Ủy viên Ban Thường vụ Tỉnh ủy, Chủ tịch HĐND tỉnh Lào Cai.
- 1 năm 2001 - 12 năm 2005: Phó Bí thư Tỉnh ủy, Chủ tịch UBND tỉnh Lào Cai.
- 1 tháng 2006 - 3 tháng 2010: Bí thư Tỉnh ủy Lào Cai. Tại Đại hội Đại biểu toàn quốc lần thứ X của Đảng, được bầu vào Ban Chấp hành Trung ương Đảng.
- Từ 3 tháng 2010: Ủy viên Trung ương Đảng,Ủy viên Ban Cán sự Đảng, Thứ trưởng Bộ Kế hoạch và Đầu tư.
- Tại Đại hội Đại biểu toàn quốc lần thứ XI của Đảng được bầu vào Ban Chấp hành Trung ương Đảng; đại biểu Quốc hội Khoá XIII. Tại Kỳ họp thứ Nhất, Quốc hội khóa XIII, được Quốc hội phê chuẩn làm Bộ trưởng Bộ Kế hoạch và Đầu tư .
- Ngày 8 tháng 4 năm 2016, ông được Quốc hội khóa XIII miễn nhiệm chức vụ Bộ trưởng Bộ Kế hoạch và Đầu tư.
- Ngày 28 tháng 7 năm 2017, Tổ Tư vấn kinh tế của Thủ tướng Chính phủ Việt Nam Nguyễn Xuân Phúc nhiệm kì 2016-2021 được thành lập theo Quyết định 1120/QĐ-TTg, ông là một trong 15 thành viên..
- Năm 2017 ông được Nhà nước tăng thưởng Huân chương Độc lập .

## Kỷ luật
Ông Bùi Quang Vinh được cho là có liên quan đến Vụ án MobiFone mua lại AVG. Ngày 24 tháng 11 năm 2015, ông Bùi Quang Vinh, ký văn bản số 721/BKHĐT-KCHTĐT gửi Thủ tướng Chính phủ tham gia ý kiến về dự án, có nội dung “cơ bản thống nhất với các kiến nghị của Bộ Thông tin - Truyền thông tại văn bản số 209/BTTT-QLDN”, và đề nghị Thủ tướng Chính phủ chấp thuận chủ trương đầu tư.
Tại kỳ họp 31 từ ngày 12 đến 14 tháng 11 năm 2018, Ủy ban Kiểm tra Trung ương khi xem xét, thi hành kỷ luật một số cá nhân về trách nhiệm liên quan trong dự án Tổng công ty Viễn thông MobiFone mua 95% cổ phần của Công ty cổ phần nghe nhìn Toàn cầu (AVG), đã đề nghị Ban Bí thư xem xét, thi hành kỷ luật theo thẩm quyền đối với ông Bùi Quang Vinh - nguyên Ủy viên Trung ương Đảng, nguyên Bí thư Ban cán sự Đảng, Bộ trưởng Kế hoạch Đầu tư. Bộ Kế hoạch Đầu tư (giai đoạn ông Vinh là Bộ trưởng) với vai trò, nhiệm vụ chủ trì thẩm định, lập báo cáo thẩm định, trình Thủ tướng quyết định chủ trương đầu tư theo quy định của Luật, nhưng đã không hướng dẫn Bộ Thông tin Truyền thông và MobiFone thực hiện dự án đầu tư theo quy định. Ông Bùi Quang Vinh đã nghiêm túc kiểm điểm, nhận rõ sai phạm, khuyết điểm và tự nhận hình thức kỷ luật khiển trách.
Ngày 27 tháng 11 năm 2018, Ban Bí thư Ban Chấp hành Trung ương Đảng Cộng sản Việt Nam khóa 12 họp do tổng bí thư Nguyễn Phú Trọng chủ trì đã quyết định kỉ luật khiển trách Bùi Quang Vinh vì Bùi Quang Vinh đã thiếu trách nhiệm khi ký Công văn số 721/BKHĐT-KCHTĐT ngày 24-11-2015 của Bộ Kế hoạch & đầu tư đề nghị Thủ tướng Chính phủ chấp thuận chủ trương đầu tư dự án Tổng Công ty Viễn thông Mobifone mua 95% cổ phần của Công ty cổ phần nghe nhìn Toàn Cầu.

## Câu nói gây chú ý
- Tại buổi thảo luận tổ Quốc hội chiều 18 tháng 11 năm 2013, khi bàn về dự luật Đầu tư công, ông Bùi Quang Vinh nói:

| “ | Đất nước này cần sự minh bạch, đất nước này cần không có tham nhũng. | ” |

- Về chính sách kinh tế thị trường định hướng xã hội chủ nghĩa tại kỳ họp thứ 6 Quốc hội khóa XIII:

| “ | Chúng ta tuyên bố xây dựng kinh tế thị trường định hướng XHCN. Không sai. Nhưng bây giờ phải rạch ròi ra, thị trường là thế nào và định hướng XHCN là thế nào? Đâu phải nó là một mô hình kinh tế thị trường riêng biệt so với thế giới. Bởi "kinh tế thị trường" là cái tinh hoa của nhân loại rồi, còn "định hướng XHCN" là nói về vai trò của Nhà nước. | ” |

- Cũng về thể chế kinh tế thị trường định hướng XHCN, trong một cuộc phỏng vấn:

| “ | Chúng ta cứ nghiên cứu mô hình đó, mà mãi có tìm ra đâu. Làm gì có cái thứ đó mà đi tìm. | ” |

- Bài phát biểu của Bộ trưởng Bùi Quang Vinh tại Đại hội XII:
- | “ | Một hệ thống chính trị phù hợp với nền kinh tế kế hoạch hóa tập trung trước đây, đặc biệt trong hoàn cảnh chiến tranh nay không còn phù hợp nền kinh tế thị trường, thậm chí còn là rào cản, trở ngại cho sự phát triển. | ” |